# Фонтана Нуова (Рим)
Фонтана Нуова је насеље у Италији у округу Рим, региону Лацио.
Према процени из 2011. у насељу је живело 104 становника. Насеље се налази на надморској висини од 252 м.